# Jan Bahyl
Jan Bahyl nació en Slatina Zvolenská, Reino de Hungría, hoy en día Eslovaquia. En 1869  se graduó en la Academia de Minería de Banská Štiavnica con un diploma en dibujo técnico. Después de su graduación, ingresó en el ejército húngaro, donde fue observado por sus superiores después de la introducción de mejoras técnicas. Fue trasladado al personal técnico. La nueva asignación le permite ir vaya a estudiar en la Academia Militar de Viena, donde se graduó en 1879. Fue comisionado como teniente. Durante su estancia en el ejército, fue capaz de desarrollar una serie de inventos, muchos de ellos con sistemas hidráulicos.

## Invenciones
La primera invención de Bahyl, llamada el depósito de vapor, fue financiada en su totalidad por el mismo y adquirida por el ejército ruso. Bahyl logró un total de diecisiete patentes, incluyendo la invención de un tanque de bomba, un globo de aire caliente combinado con una turbina de aire, el primer coche de motor en Eslovaquia (en colaboración con Anton Marschall), y un ascensor dentro de la colina del castillo, que iba hasta el castillo de Brastislava.
- Datos: Q680151
- Multimedia: János Bahily / Q680151